# Inuit-partiet
Die Inuit-partiet („Inuit-Partei“) war eine grönländische Partei. Sie war die erste Partei des Landes, rund zehn Jahre vor Einführung eines geordneten Parteiensystems.

## Geschichte
Die Partei wurde im 1963 gegründet. Zu den Gründungsmitgliedern gehörten der Zeitungsredakteur Jørgen Fleischer, der Fischereibiologe Jens Kreutzmann und der Radiojournalist Ulrik Rosing. Weitere in der Partei engagierte Personen waren unter anderem Hansepâjuk Gabrielsen, Hans Lynge, Lars Svendsen, Peter Nielsen, Kaj Narup und Jonathan Motzfeldt. Die Gründung der Partei war eine direkte Reaktion auf die Änderungen der Lohnpolitik, die im Zuge der G60-Politik eingeführt werden sollten. In den vorangegangenen Jahren konnten Grönländer dieselben Löhne erhalten wie Dänen, wenn sie zehn Jahre in Dänemark gelebt hatten. Da diese Regelung nicht funktionierte bzw. zur Auswanderung qualifizierter Arbeitskräfte führte, sollte die Regelung durch das Geburtsortkriterium ersetzt werden, wonach in Dänemark geborene Personen grundsätzlich mehr Lohn erhalten sollten als in Grönland geborene Personen. Diese Regelung wurde 1964 eingeführt.
Die Partei trat bei Wahlen zu Grønlands Landsråd an und darüber hinaus waren Parteivertreter auch Kandidaten bei Folketingswahlen. Außerhalb des Wahlkampfs war die Partei jedoch nahezu inexistent, was vermutlich auch dafür sorgte, dass sie bei Wahlen nur geringe Erfolge erzielen konnte. Es mangelte der Partei zudem an Parteimitgliedern und Lokalverbänden bzw. generell an einer ordentlichen Organisationsstruktur. Bei der Landesratswahl 1967 traten insgesamt 69 Kandidaten an, davon 6 für die Inuit-partiet. Es gelang der Partei ein Überhangsmandat zu erringen, das Thomas Berthels zufiel. Allerdings waren einige Stimmen für ungültig erklärt worden, wogegen geklagt wurde, bis Landshøvding Niels Otto Christensen der Klage stattgab und stattdessen Kaj Narup das Mandat der Partei erhielt. Bei den Folketingswahlen 1964, 1966 und 1968 unterlagen die Kandidaten jeweils.
1967 gründete Knud Hertling die Partei Sukaq, deren Parteiprogramm dem der Inuit-partiet stark ähnelte. In den folgenden Jahren löste sich die Partei langsam auf. Noch 1970 wurde Knud Hertling gefragt, ob die Inuit-partiet jetzt überflüssig sei, aber sie war bereits kaum noch aktiv. 1971 traten keine Kandidaten mehr bei Wahlen an. 1973 hieß es, dass beide Parteien einen langsamen Tod gestorben waren.

## Politische Ausrichtung
Das wichtigste politische Ziel der Partei war die Abschaffung des Geburtsortskriteriums. Weitere Ziele waren eine Verbesserung des Sozialsystems bis hin zu dänischen Standards und eine verstärkte Privatisierung bzw. Liberalisierung der Wirtschaft. Die Aussage, dass der nationalistische Gedankengang der grönländischen Bevölkerung gestärkt werden sollte, wurde häufig dahingehend verstanden, dass es sich um eine Unabhängigkeitspartei handelte, was jedoch nicht zutraf, da die Partei ein Nebeneinander von Grönländern und Dänen in einem gemeinsamen Staat befürwortete, im Gegensatz zu Dänemark, das die Grönländer zu diesem Zeitpunkt auch als Dänen sah. Tatsächlich setzte sich die Partei vor allem deswegen für die Gleichberechtigung von Grönländern und Dänen ein, um Unabhängigkeitsbewegungen gar nicht erst aufkommen zu lassen. Um den Nationalismus der Bevölkerung zu stärken, sollte vor allem die grönländische Sprache wieder mehr gefördert werden, ohne dass damit eine Verschlechterung der Dänischkenntnisse einhergehen sollte. Die Partei strebte zudem die Einführung von Steuern ein.

## Parteivorsitzende
- 1963–1964: Jørgen Fleischer[2]
- 1964–1965: Gaba Thorning[3]
- 1965–1967: Ulrik Rosing[4]
- 1967–um 1970: Thomas Berthels[17]

## Wahlergebnisse

### Landesratswahlen
| Wahl | Stimmen | Stimmenanteil | Sitze |
| ---- | ------- | ------------- | ----- |
| 1967 | 852     | 7,3 %         | 1/17  |

### Folketingswahlen
| Wahl | Kandidat                         | Stimmen | Stimmenanteil | Sitze |
| ---- | -------------------------------- | ------- | ------------- | ----- |
| 1964 | Peter Nielsen (Nordgrönland)     | 0971    | 26,5 %        | 0     |
| 1964 | Ulrik Rosing (Südgrönland)       | 1599    | 34,3 %        | 0     |
| 1966 | Ulrik Rosing (Südgrönland)       | 1364    | 20,9 %        | 0     |
| 1968 | Jonathan Motzfeldt (Südgrönland) | 2965    | 46,6 %        | 0     |